# Camptoprosopella imitatrix
Camptoprosopella imitatrix är en tvåvingeart som beskrevs av Shewell 1939. Camptoprosopella imitatrix ingår i släktet Camptoprosopella och familjen lövflugor. Inga underarter finns listade i Catalogue of Life.